# アギーレ/神の怒り
『アギーレ/神の怒り』（アギーレかみのいかり、独: Aguirre, der Zorn Gottes）は、1972年の西ドイツ映画。監督はヴェルナー・ヘルツォーク。
2005年にタイム誌が選ぶ歴代映画ベスト100に選出された。スティーヴン・シュナイダーの「死ぬまでに観たい映画1001本」にも掲載されている。

## ストーリー
1560年、キトからアンデスの山に向かっていたスペインの探検隊はゴンサロ・ピサロによる指揮のもと、伝説の都市エル・ドラドを発見しようとしていた。

## キャスト
- ロペ・デ・アギーレ（英語版） - クラウス・キンスキー

分遣隊の副隊長。
- イネス・デ・アティエンサ - エレナ・ロホ（英語版）

分遣隊長ウルスアの愛人。
- ガスパール・デ・カルバハル（英語版） - デル・ネグロ（英語版）

分遣隊に随行した修道士。
- ペドロ・デ・ウルスア（英語版） - ルイ・ゲーハ

分遣隊長。
- フェルナンド・デ・グスマン - ペーター・ベルリング

スペイン王家を代表して分遣隊に加えられた貴族。
- フローレス - セシリア・リヴェーラ

アギーレの娘。15歳。

## スタッフ
- 監督・脚本：ヴェルナー・ヘルツォーク
- 制作主任：ヴァルター・ザクサー、ルッキー・シュティペティク
- 撮影：トーマス・マウホ
- 音楽：ポポル・ヴー
- 編集：ベアーテ・マインカ＝イェリングハウス
- 録音：ヘルベルト・ブラッシュ

## 史実との相違
史実ではアギーレ一行はアマゾン川の踏破に成功して大西洋に到達し、そのままスペイン王室に反旗を翻してマルガリータ島（現ベネズエラ：ヌエバエスパルタ州）のスペイン植民地に攻め込むものの敗北し、アギーレは捕えられ刑死した。
また、ゴンサロ・ピサロはそれ以前の1548年にすでに処刑されている。

## 関連作品
- エル・ドラド - 本作と同じ題材を扱った1987年のスペイン・フランス・イタリア合作映画。カルロス・サウラ監督。
- アギ 鬼神の怒り - 本作のオマージュである1984年の日本映画。早川光監督[4]。